# Eldor Shomurodov
Eldor Shomurodov (Surjandarín, 29 de junio de 1995) es un futbolista uzbeko que juega en la posición de delantero para el Estambul Başakşehir F. K. de la Superliga de Turquía.

## Trayectoria
Anotó un doblete en la victoria 4 a 2 del Cagliari Calcio frente a la U. S. Salernitana, siendo uno de sus goles el gol número 1000 que recibió Guillermo Ochoa en su carrera profesional.

## Selección nacional
Tras jugar con la selección sub-19 de Uzbekistán, la sub-20 y con la sub-23, finalmente debutó con la selección absoluta el 3 de septiembre de 2015. Lo hizo en un partido de clasificación para la Copa Mundial de 2018 contra Yemen que finalizó con un resultado de 1-0 a favor del combinado uzbeko tras el gol de Aleksandr Geynrij.

## Estadísticas

### Clubes
| Club                               | País       | Año       | Partidos | Goles |
| ---------------------------------- | ---------- | --------- | -------- | ----- |
| F. K. Mash'al Mubarek              | Uzbekistán | 2014      | 10       | 0     |
| F. C. Bunyodkor                    | Uzbekistán | 2015-2017 | 83       | 21    |
| F. C. Rostov                       | Rusia      | 2017-2020 | 91       | 18    |
| Genoa C. F. C.                     | Italia     | 2020-2021 | 32       | 8     |
| A. S. Roma                         | Italia     | 2021-2023 | 48       | 6     |
| Spezia Calcio (cedido)             | Italia     | 2023      | 16       | 1     |
| Cagliari Calcio (cedido)           | Italia     | 2023-2024 | 24       | 3     |
| A. S. Roma                         | Italia     | 2024-2025 | 37       | 7     |
| Estambul Başakşehir F. K. (cedido) | Turquía    | 2025-     |          |       |

## Palmarés

### Títulos internacionales
| Título                             | Club       | País    | Año     |
| ---------------------------------- | ---------- | ------- | ------- |
| Liga Europa Conferencia de la UEFA | A. S. Roma | Albania | 2021-22 |